# The iDol
The iDol es una película estrenada en 2006 del director de cine independiente Norman England. Se estrenó en Canadá el 16 de julio de 2006 en el Fantasia Film Festival y en Francia el 10 de noviembre de 2006 en el Lyon Asiexpo Film Festival. 
Es una sátira de la ciencia ficción filmada en Japón, The iDol cuenta la historia de un coleccionista japonés que es posesionado por una figura, al parecer con orígenes de otro mundo.

## Historia
Ken es un hombre de carácter apacible de mediados de los 20 años que como cualquier joven de su edad posee muchas ambiciones futuras a lograr durante su adolescencia. En una visita a un local donde los coleccionistas de juguetes llevan a cabo sus compras, él adquiere una rara figura de acción en forma de alien. Inesperadamente, el mundo de Ken cambia en un giro radical como si el juguete modificara tonta y benévolemente su vida, dándole todo lo que él había soñado, y luego quitándoselo despiadadamente. 
Los inmaduros deseos de Ken y su natural indecisión frente la colección de algo aparentemente normal, desencaminan a los personajes quienes ilustran a la vez, cómo una sociedad manipulada por los intereses les hace olvidar sus vidas verdaderas. 

## Reparto
| Actor              | Rol       |
| ------------------ | --------- |
| Takako Fuji        | Rika      |
| Tomoo Haraguchi    | Goro      |
| Erina Hayase       | Mayuka    |
| Yukijirō Hotaru    | Vagabundo |
| Hiroko Inagaki     | Colegiala |
| Mitsu Katahira     | Yamada    |
| Hirotaka Miyama    | Taki      |
| Masayasu Nakanishi | Tanaka    |
| Jin Sasaki         | Ken       |
| Takashi Yamazaki   | Cameraman |